# Денија
Денија (шп. Denia) град је у Шпанији у аутономној заједници Валенсијанска Заједница у покрајини Аликанте. Према процени из 2017. у граду је живело 41 465 становника.

## Становништво
Према процени, у граду је 2017. живело 41 465 становника.
| 1970.  | 1981.  | 1990.  | 2000.  | 2010.  | 2017.  |
| ------ | ------ | ------ | ------ | ------ | ------ |
| 16.484 | 22.162 | 25.803 | 30.693 | 44.498 | 41.465 |

## Партнерски градови
- Reinickendorf
- Шоле